# Salmo 138

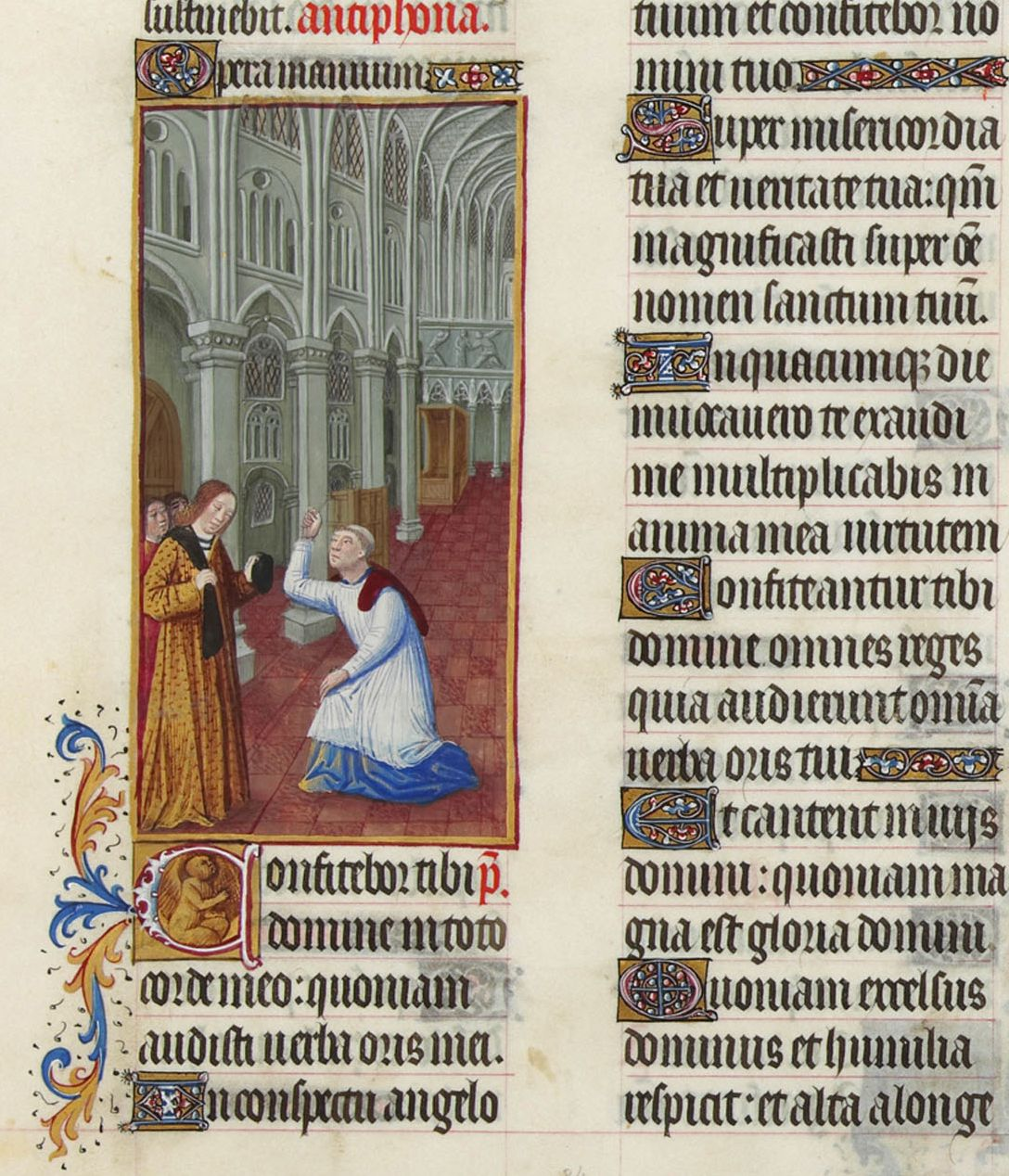
L'inizio del salmo in un manoscritto miniato.

Il salmo 138 (137 secondo la numerazione greca) costituisce il centotrentottesimo capitolo del Libro dei salmi.
È tradizionalmente attribuito al re Davide. È utilizzato dalla Chiesa cattolica nella liturgia delle ore.